# Chaetocladius collarti
Chaetocladius collarti är en tvåvingeart som först beskrevs av Maurice Emile Marie Goetghebuer 1941.  Chaetocladius collarti ingår i släktet Chaetocladius och familjen fjädermyggor.
Artens utbredningsområde är Belgien. Inga underarter finns listade i Catalogue of Life.